# Romain Rolland
Romain Rolland, född 29 januari 1866 i Clamecy, Nièvre, död 30 december 1944 i Vézelay, var en fransk författare och nobelpristagare i litteratur 1915.
Rolland hade från modern ärvt en musikalisk begåvning, det entusiastiska och intuitiva musiksinne som är den röda tråden i hans livsgärning; hans nästan lika starka utpräglade historiska sinne och naturkänsla fick tidigt näring i Nivernais vackra minnesrika byggnader.

## Biografi
Vid 15 års ålder kom Rolland till Paris, genomgick École normale supérieure och var 1889–90 stipendiat vid Académie de France i Rom. Denna vistelse i Rom blev av stor betydelse för hans utveckling genom den då grundlagda kärleken till Italien och genom den därunder knutna bekantskapen med författarinnan Malwida von Meysenbug. Tyskland och tysk anda lärde han dock personligen känna genom sina djupgående musikstudier och sina resor i landet. 1895 vann Rolland doktorsgrad vid Paris-universitetet på två avhandlingar varav den ena prisbelönades av Franska akademien. Han blev nu lärare i konsthistoria vid École normale, en verksamhet som satte spår i bland annat monografin över Millet (1902). Därefter var han lärare i musikhistoria vid Sorbonne. Han tog initiativet till den första internationella kongressen för musikhistoria i Paris 1900. 
Förutom de redan antydda bildningselementen med musiken som brännpunkt har hans världs- och konståskådning väsentligen påverkats av Lev Tolstoj, Stefan Zweig, Jean-Marie Guyau, de för-sokratiska filosoferna och Stor-Greklands tänkare, i synnerhet Empedokles. Dualismen här mäktigt påverkat honom, som energiskt sökt finna en föreningspunkt för världsutvecklingens ömsom enande, ömsom söndrande principer.

## Prisbelönt

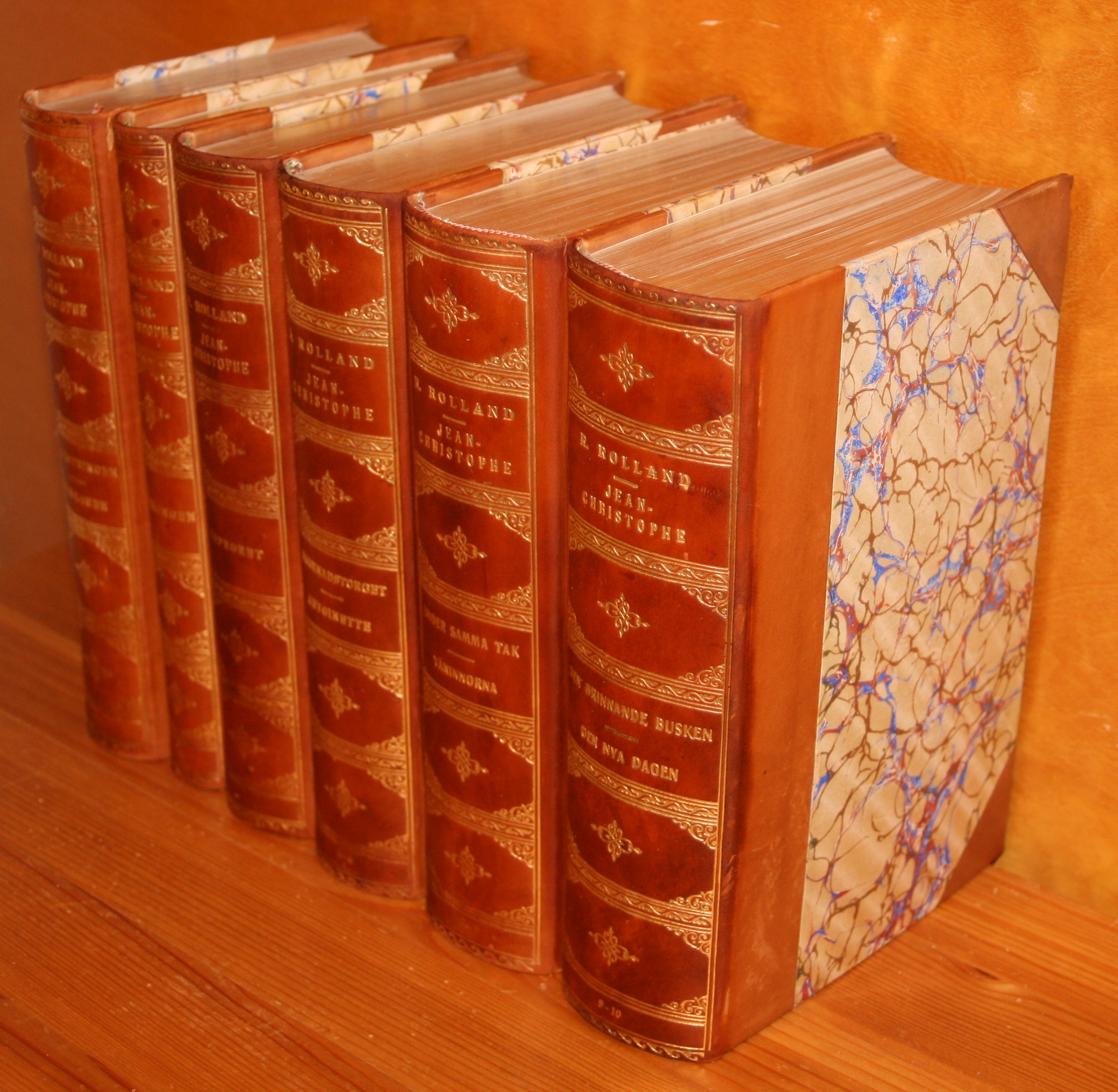
Den svenska översättningen av Jean-Christophe, 10 delar i 6 band

1905 tilldelades han Prix Femina och 1915 Nobelpriset i litteratur. En renhjärtad internationalism bär upp hans författarskap, främst den stora bildningsromanen och kompositörsporträttet Jean-Christophe (vol. 1–10, 1904–12), vilken också filmatiserades som fransk TV-serie 1978 med Klaus Maria Brandauer i huvudrollen.  Han skrev också ett antal biografier om olika personligheter.
| ” | såsom en hyllning åt den upphöjda idealismen i hans författarskap samt åt den medkänsla och den sanning med vilka han tecknat olika människotyper | „ |

Asteroiden 1269 Rollandia är uppkallad efter honom.

## Ideologen
Under första världskriget förde Rolland fredens talan och blev senare kommunist. Han tog på 1880-talet starkt intryck av Lev Tolstojs nya folktillvända och hälsoinriktade livsväg och blev liksom denne vegetarian, skrev en biografi om honom 1911 och om Mahatma Gandhi (1924) och startade 1928 organisationen International Biogenic Society för att främja en ny utvecklingsväg av balans och medvetenhet i det inre och det yttre. Han ägnade sig också åt yoga och djupstudier av indisk filosofi och andlighet.
En skrift om dem "som dött i Mussolinis fängelsehålor", Die in den Kerkern Mussolinis starben, brändes under bokbålen runt om i Nazityskland 1933.

## Verk av Rolland på svenska[11]

### Prosa
- Jean-Christophe, 10 delar (översättning Louise Åkerman), 1904-1912.
- Den förtrollade själen. 3:1–2, Mor och son (översättning Hugo Hultenberg), Bonnier, Stockholm (1928) original L'âme enchantée. 3, Mère et fils (1924)
- Empedokles av Agrigentum och hatets tidsålder (översättning Hugo Hultenberg), Norstedts, Stockholm (1920) original L'âge de la haine (1918)
- Föregångsmännen (översättning Hugo Hultenberg), Norstedts, Stockholm (1920) original Les précurseurs (1919)
- Händel (översättning Hugo Hultenberg), Norstedts, Stockholm (1919) original Haendel (1910)
- Mahatma Gandhi (översättning Hugo Hultenberg), Norstedts, Stockholm (1924) original Mahatma Gandhi (1924)
- Michelangelo (översättning från originalets femte upplaga, Hugo Hultenberg), Norstedts, Stockholm (1916) original Vie de Michel-Ange (1907)
- Millet (översättning Hugo Hultenberg), Norstedts, Stockholm (1917) original François-Millet (1902)
- Ovan stridsvimlet (översättning Hugo Hultenberg), Norstedts, Stockholm (1916) original Au-dessus de la mêlée (1914)
- Pierre och Luce (översättning Sigrid Elmblad), Bonnier, Stockholm (1921) original Pierre et Luce (1920)
- Ramakrishnas liv : essay över det levande Indiens mystik och gärning : 1 (översättning Hugo Hultenberg), Norstedts, Stockholm (1931) original La vie de Ramakrishna (1929)
- Tolstoi (översättning Hugo Hultenberg), Norstedts, Stockholm (1917) original La vie de Tolstoï (1911)
- Vivekanandas liv och det universella evangeliet : essay över det levande Indiens mystik och gärning (översättning Hugo Hultenberg), Norstedts, Stockholm (1931) original La vie de Vivekananda et l'évangile universel (1930)

### Dramatik
- Aërt (översättning Walborg Hedberg), Bonnier, Stockholm (1918), original Aërt (1897)
- Dagar som komma: ett fredsdrama i tre akter (översättning Hugo Hultenberg), Norstedts, Stockholm (1919)
- Danton, Stockholm (1917), original Danton (1899)
- Den 14 juli, Stockholm (1917), original Le Quatorze Juillet (1902)
- Förnuftets segerfest (översättning Walborg Hedberg), Bonnier, Stockholm (1918), original Le Triomphe de la raison (1899)
- Liluli (översättning Louise Åkerman), Bonnier, Stockholm (1919), original Liluli (1919)
- Ludvig den helige (översättning Walborg Hedberg), Bonnier, Stockholm (1918), original Saint-Louis (1897)
- Vargarna, Stockholm (1917), original Les Loups (1898)